# Cendrecourt
Cendrecourt – miejscowość i gmina we Francji, w regionie Burgundia-Franche-Comté, w departamencie Górna Saona.
Według danych na rok 1990 gminę zamieszkiwały 214 osoby, a gęstość zaludnienia wynosiła 23 osoby/km² (wśród 1786 gmin Franche-Comté Cendrecourt plasuje się na 533. miejscu pod względem liczby ludności, natomiast pod względem powierzchni na miejscu 477.).